# Orasema rugulosa
Orasema rugulosa är en stekelart som beskrevs av John M. Heraty 1994. Orasema rugulosa ingår i släktet Orasema och familjen Eucharitidae. Inga underarter finns listade i Catalogue of Life.